# Anoplodactylus speculus
Anoplodactylus speculus is een zeespin uit de familie Phoxichilidiidae. De soort behoort tot het geslacht Anoplodactylus. Anoplodactylus speculus werd in 1995 voor het eerst wetenschappelijk beschreven door Child. 